# 小行星1477
小行星1477（1477 Bonsdorffia）是一颗绕太阳运转的小行星，为主小行星带小行星。该小行星于1938年2月6日发现。
該小行星以芬蘭天文學家伊爾馬里·邦斯多夫（Ilmari Bonsdorff）命名。

## 轨道参数
小行星1477的轨道半长轴为3.1868184 UA，离心率为0.284。